# Tênis de mesa nos Jogos Pan-Americanos de 2023 - Duplas mistas
O torneio de duplas mistas do tênis de mesa nos Jogos Pan-Americanos de 2023 foi disputado entre 29 e 31 de outubro de 2023 no Centro de Treinamento Olímpico, em Ñuñoa. Um total de 34 mesatenistas de 17 Comitês Olímpicos Nacionais (CON) participaram do evento.

## Calendário
Horário local (UTC−3).
| Data          | Hora  | Fase             |
| ------------- | ----- | ---------------- |
| 29 de outubro | 10:00 | Primeira rodada  |
| 29 de outubro | 12:00 | Oitavas de final |
| 29 de outubro | 17:30 | Quartas de final |
| 30 de outubro | 10:00 | Semifinais       |
| 30 de outubro | 19:40 | Final            |

## Medalhistas
| Ouro   | CUB Daniela Fonseca e Jorge Campos                           |
| Prata  | BRA Bruna Takahashi e Vitor Ishiy                            |
| Bronze | CHI Paulina Vega e Nicolás Burgos CAN Eugene Wang e Zhang Mo |

## Resultados
A primeira rodada, as oitavas e as quartas de final foram realizadas em 29 de outubro. As semifinais e a final ocorreram no dia seguinte. Os perdedores das semifinais garantiram automaticamente as medalhas de bronze.
|  | Primeira rodada |                             |    |    |    |    |    |  |  |  |  |  |  |  |  |  |  |  |  |  |
|  |                 |                             |    |    |    |    |    |  |  |  |  |  |  |  |  |  |  |  |  |  |
|  |                 | EAI M Enríquez EAI H Gatica | 11 | 11 | 11 | 7  | 11 |  |  |  |  |  |  |  |  |  |  |  |  |  |
|  |                 | GUY S Britton GUY E Edghill | 8  | 7  | 8  | 11 | 8  |  |  |  |  |  |  |  |  |  |  |  |  |  |

| Oitavas de final | Oitavas de final                | Oitavas de final | Oitavas de final | Oitavas de final | Oitavas de final | Oitavas de final | Oitavas de final | Oitavas de final |  |  | Quartas de final | Quartas de final                | Quartas de final | Quartas de final | Quartas de final | Quartas de final | Quartas de final | Quartas de final | Quartas de final |  |  | Semifinal | Semifinal                   | Semifinal | Semifinal | Semifinal | Semifinal | Semifinal | Semifinal | Semifinal |  |  | Final | Final                       | Final | Final | Final | Final | Final | Final | Final |
|                  |                                 |                  |                  |                  |                  |                  |                  |                  |  |  |                  |                                 |                  |                  |                  |                  |                  |                  |                  |  |  |           |                             |           |           |           |           |           |           |           |  |  |       |                             |       |       |       |       |       |       |       |
|                  | BRA B Takahashi BRA V Ishiy     | 11               | 11               | 11               | 13               |                  |                  |                  |  |  |                  |                                 |                  |                  |                  |                  |                  |                  |                  |  |  |           |                             |           |           |           |           |           |           |           |  |  |       |                             |       |       |       |       |       |       |       |
|                  | VEN C Castillo VEN R González   | 5                | 8                | 3                | 11               |                  |                  |                  |  |  |                  | BRA B Takahashi BRA V Ishiy     | 10               | 11               | 11               | 11               | 11               |                  |                  |  |  |           |                             |           |           |           |           |           |           |           |  |  |       |                             |       |       |       |       |       |       |       |
|                  | DOM Y Ortiz DOM J Wu            | 6                | 10               | 9                | 3                |                  |                  |                  |  |  |                  | USA J Liang USA L Zhang         | 12               | 4                | 8                | 9                | 7                |                  |                  |  |  |           |                             |           |           |           |           |           |           |           |  |  |       |                             |       |       |       |       |       |       |       |
|                  | USA J Liang USA L Zhang         | 11               | 12               | 11               | 11               |                  |                  |                  |  |  |                  |                                 |                  |                  |                  |                  |                  |                  |                  |  |  |           | BRA B Takahashi BRA V Ishiy | 11        | 11        | 10        | 11        | 6         | 11        |           |  |  |       |                             |       |       |       |       |       |       |       |
|                  | CAN E Wang CAN M Zhang          | 11               | 11               | 11               | 11               |                  |                  |                  |  |  |                  |                                 |                  |                  |                  |                  |                  |                  |                  |  |  |           | CAN E Wang CAN M Zhang      | 9         | 5         | 12        | 4         | 11        | 8         |           |  |  |       |                             |       |       |       |       |       |       |       |
|                  | PAR M Aguirre PAR L Ovelar      | 7                | 7                | 3                | 4                |                  |                  |                  |  |  |                  | CAN E Wang CAN M Zhang          | 11               | 8                | 12               | 7                | 11               | 9                | 11               |  |  |           |                             |           |           |           |           |           |           |           |  |  |       |                             |       |       |       |       |       |       |       |
|                  | ESA D Orantes ESA G Suárez      | 6                | 9                | 7                | 11               | 7                |                  |                  |  |  |                  | MEX M Madrid MEX Y Silva        | 5                | 11               | 10               | 11               | 5                | 11               | 8                |  |  |           |                             |           |           |           |           |           |           |           |  |  |       |                             |       |       |       |       |       |       |       |
|                  | MEX M Madrid MEX Y Silva        | 11               | 11               | 11               | 6                | 11               |                  |                  |  |  |                  |                                 |                  |                  |                  |                  |                  |                  |                  |  |  |           |                             |           |           |           |           |           |           |           |  |  |       | BRA B Takahashi BRA V Ishiy | 8     | 6     | 7     | 7     |       |       |       |
|                  | ARG H Cifuentes ARG C Argüelles | 11               | 11               | 11               | 11               |                  |                  |                  |  |  |                  |                                 |                  |                  |                  |                  |                  |                  |                  |  |  |           |                             |           |           |           |           |           |           |           |  |  |       | CUB D Fonseca CUB J Campos  | 11    | 11    | 11    | 11    |       |       |       |
|                  | COL S Montes COL M Perdomo      | 7                | 5                | 6                | 4                |                  |                  |                  |  |  |                  | ARG H Cifuentes ARG C Argüelles | 12               | 11               | 12               | 8                | 10               | 11               | 12               |  |  |           |                             |           |           |           |           |           |           |           |  |  |       |                             |       |       |       |       |       |       |       |
|                  | EAI M Enríquez EAI H Gatica     | 5                | 4                | 1                | 6                |                  |                  |                  |  |  |                  | CUB D Fonseca CUB J Campos      | 10               | 13               | 10               | 11               | 12               | 8                | 14               |  |  |           |                             |           |           |           |           |           |           |           |  |  |       |                             |       |       |       |       |       |       |       |
|                  | CUB D Fonseca CUB J Campos      | 11               | 11               | 11               | 11               |                  |                  |                  |  |  |                  |                                 |                  |                  |                  |                  |                  |                  |                  |  |  |           | CUB D Fonseca CUB J Campos  | 11        | 7         | 11        | 11        | 11        | 11        | 11        |  |  |       |                             |       |       |       |       |       |       |       |
|                  | PUR B Afanador PUR A Díaz       | 11               | 11               | 11               | 11               |                  |                  |                  |  |  |                  |                                 |                  |                  |                  |                  |                  |                  |                  |  |  |           | CHI P Vega CHI N Burgos     | 6         | 11        | 13        | 4         | 13        | 9         | 5         |  |  |       |                             |       |       |       |       |       |       |       |
|                  | PER F Duffoo PER I Duffoo       | 8                | 5                | 7                | 8                |                  |                  |                  |  |  |                  | PUR B Afanador PUR A Díaz       | 7                | 11               | 6                | 9                | 11               | 8                |                  |  |  |           |                             |           |           |           |           |           |           |           |  |  |       |                             |       |       |       |       |       |       |       |
|                  | ECU A Miño ECU N Paredes        | 6                | 6                | 6                | 9                |                  |                  |                  |  |  |                  | CHI P Vega CHI N Burgos         | 11               | 4                | 11               | 11               | 7                | 11               |                  |  |  |           |                             |           |           |           |           |           |           |           |  |  |       |                             |       |       |       |       |       |       |       |
|                  | CHI P Vega CHI N Burgos         | 11               | 11               | 11               | 11               |                  |                  |                  |  |  |                  |                                 |                  |                  |                  |                  |                  |                  |                  |  |  |           |                             |           |           |           |           |           |           |           |  |  |       |                             |       |       |       |       |       |       |       |